# Мотоль
Мо́толь (бел. Мо́таль) — агрогородок в Ивановском районе Брестской области Беларуси. Административный центр Мотольского сельсовета. На правом берегу реки Ясельда.
Деревня Мотоль преобразована в агрогородок, при этом статус сельского населённого пункта не изменился.
Древнее название деревни — Мотыль.

## Этимология
В документах прошлого название селения Мотоль встречается также в формах Motola, Motyl. Название связано с озером, на берегу которого находится селение, и объясняется от фин. matala — «мелкий, мелководный, низкий, неглубокий», «мель, мелководье».
Народная этимология приводит три версии. Первая, что раньше на этом месте была усадьба человека, которого звали Мотыль. По второй, что на этом месте было много бабочек. Третья, что поселение размещалось южнее, было разграблено и из выживших остался старый дедушка Мотло, который посоветовал заложить новое селение ближе к реке.

## История

### До нашей эры
Люди появились в окрестностях Мотоля ещё в каменном веке. Приблизительно 10 800—10 300 лет назад территорию заселило население свидерской культуры. Почти все орудия труда того времени были сделаны на пластинках, топоры имели овальную форму, концовые скребки, разнотипные резцы, проколки, пластины со скошенным ретушью концом.
В 1960-е годы к наиболее детальным работам на Полесье приступил В. Ф. Исаенко — старший научный сотрудник Академии наук Беларуси. Исследователь нашел на Полесье более 300 разновременных памятников, более 20 из которых расположены на территории Ивановского района, около деревень Ополь, Упирово, Мотоль, Тышковичи, Одрыжин. В. Ф. Исаенко в бассейне Ясельды только в окрестностях Мотоля нашел 12 древних памятников (всего известно 28). Многие из них в 1980—1990-е годы исследовала А. Г. Калечиц. Найденные материалы находятся в музее «Наши корни» (бел. Нашы каранi) и Брестском областном краеведческом музее. Находки принадлежали неманской культуре. В начале 2-го тысячелетия до нашей эры местное население начало пользоваться первыми металлическими предметами, сначала медными, потом бронзовыми. В раннем бронзовом веке на западе Полесья существовала культура шнуровой керамики. В раннем железном веке на западе Полесья фиксируется существование населения поморской и поздне-лужицкой культур. Лужицкая культура существовала в конце бронзового и начале железного веков у племен, которые жили на огромной территории от Балтики до Дуная, от реки Шпрее до Волыни.
Здесь же, в окрестностях Мотоля, выявлено и поселение раннего железного века, найдены предметы милоградской и зарубинецкой культур.

### До Мотоля на этом месте
Первоначально на месте Мотоля находилась деревня Прохов, которая, вероятно, была сожжена во время набегов монголо-татар. Затем восстановленное поселение входило в состав Турово-Пинского княжества. В 1320-х годах вместе с Пинскими землями было присоединено к Великому княжеству Литовскому великим князем Гедемином.

### Первое письменное упоминание
Первое письменное упоминание деревни относится к 1422 году (За паном Дарком 14 человек в Мотоле), которое найдено в актах Литовской метрики.

### XVI век
До начала XVI века Мотоль входил в состав Пинского княжества, которое входило в состав Трокского воеводства. Мотоль первоначально принадлежал князьям пинским Ярославичам, Ивану Ярославичу, а затем его сыну Федору. В 1520 г. пинский князь Фёдор Ярославич передал деревню Успенской Лещинской церкви. Но после смерти Фёдора Ярославича земли перешли по наследству королю Сигизмунду I Старому, который отдал их в пожизненное пользование своей второй жене Боне Сфорца. К 1554 г. в Мотоле было пять улиц и одна православная церковь с двумя священниками: Богданом Поликарповичем и Богданом Малищичем. Городским войтом был Станислав Шинвальский. До волочной померы в Мотоле жили как государственные, так и земянеские крестьяне.
В 1554 г. Хвальчевский по распоряжению королевы Боны выселил земянских крестьян на остров (на другую сторону реки Ясельда, Голодок). В этом же году село Мотоль было переименовано в местечко, которое освобождалось на два года от повинностей, а его жители получили статус мещан. Королева несколько раз была в местечке и в 1555 г. Мотоль получает право на самоуправление, а жители получают привилегии, которые нужно было подтверждать каждый раз новому королю. Есть легенда, что в местечке был построен дворец для королевы. Вместе с Боной Сфорца в Мотоль было переселено много купцов и ремесленников из Италии и Германии. В середине 16 века Мотоль стал одним из центров ремёсел и торговли, в местечке регулярно проводятся кирмаши. К 1566 г. в состав Пинского староства входило 105 сел, 2 местечка (в том числе и Мотоль) и один город — Пинск. В это время Мотоль входит в Дружиловское войтовство. Мотоль быстро развивается и к концу 16 века в нём было 8 улиц (Старо-Берестейская, Глушецкая, Спасская, Пинская, Минская, Осовницкая, Ново-Берестейская и Млыновая) и 178 усадеб.
В период второй ревизии в 1564 году в Мотоле было уже четыре православные церкви: Спасская, Пречистенская, Петровская и Воскресенская. В Мотоле был крупный рынок, под него отводилось 1 морг и 2,5 прута земли. Границами рынка были: с южной стороны улица Старо-Берестейская, продолжением которой была улица Пинская; с северной стороны реки Пилина и Ясельда; с западной — православная церковь и с восточной стороны границей рынка была Васильева пасека.

### XVIII век
В 1706 г. в деревню вошёл отряд шведов, которые спалили местечко и убили большинство населения.
28 ноября 1746 г. польский король Август III подтверждает привилегии местечка.

#### Три раздела Речи Посполитой
В дальнейшем, Мотоль в ходе 3 раздела Речи Посполитой входит в состав Российской империи. Во время восстания Тадеуша Костюшко одним из наиболее активных участников был Михаил Клеофас Огинский, а мотольскими посессиями владел виленский воевода, большой гетман ВКЛ Михаил Казимир Огинский. Оба они были из рода князей Огинских, владения которых были конфискованы и отданы верным русским самодержавцам новым владельцам. В 1795 г. местечко входит в состав Слонимской, затем Литовской, а с 1801 г. Гродненской губернии Российской империи.

### XIX век

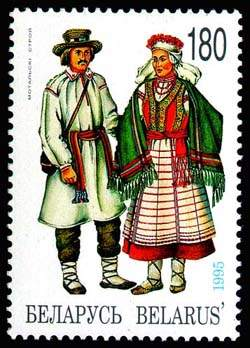
Мотольский строй

С 1798 г. Мотоль имеет статус фольварка, а с 1801 г. является волостным центром и казённым поместьем. 26 ноября 1802 года местечко Мотоль передается в пожизненное владение без платежа в казну кварты французской принцессе де Брольи-Ревель. Для учета имущества и установления нового налогообложения в 1803 году составляется инвентарь. Согласно инвентарю в 1803 году, улицы имели следующие названия:
- Пинская
- Брестская
- Спасская
- Старомлынская
- Новобрестская
- Глушецкая

В центре рынка стояла униатская церковь Преображения Господня, возле неё находилась колокольня. Церковь и колокольня были покрыты гонтом и огорожены новым деревянным забором. Часть домов, окружавших рынок, принадлежали евреям. Их дома имели кирпичные дымоходы. За домами находилась старая еврейская школа, а недалеко от школы — еврейское кладбище. За кладбищем стояла винокурня и шинок, которые принадлежали евреям. Недалеко от церкви стояли две еврейские лавки, а также небольшие дома, в которых жила шляхта. Все дома имели деревянные дощатые заборы, и только отдельные имели заборы из жердей. В отдельных низких местах выкапывались каналы, насыпались валы и делались мостки. На берегу реки Ясельды находилось две мельницы.
В 1803 г. в местечке Мотоль проживало 708 мещан, из них 299 мужчин и 327 женщин. Также тут проживали евреи. В указанном году в местечке проживало 63 евреев. Первыми в инвентаре местечка Мотоль идут шляхтичи. В 1803 г. шляхтичей в Мотоле проживало 6 человек (4 мужчины и 2 женщины):
- Томаш Бобровский — 50 лет
- Марина Бобровская — 30 лет
- Лукерия Ивашиченкова — 56 лет
- Матеуш Ивашиченков — 12 лет
- Иван Новицкий — 54 года

В 1812 г. местечко было опустошено французскими войсками. Французская принцесса де Брольи-Ревель владела местечком Мотоль до конца 1827 г., а 30 декабря 1827 г. департамент государственного имущества Министерства финансов Российской империи направляет Гродненской казначейской палате царский указ о принятии местечка Мотоль в казённое ведомство с 12 апреля 1828 г. Своим указом император Николай ликвидировал право владения местечком Мотоль французской принцессой де Брольи-Ревель.
27 января 1828 г. император подписывает очередной указ «О пожаловании командиру 1-й бригады 25-й пехотной дивизии генерал-майору Бройко в Гродненской губернии местечка называемого Мотоль на 12 лет». В 1864 году Мотоль сильно пострадал в результате пожара, возникшего в ходе подавления восстания 1863—1864 годов, он возник в еврейском квартале, тогда были уничтожены почти все строения. Властями были выделены деньги на восстановление, но пошли они на строительство Спасо-Преображенской церкви, которая была построена в 1877 году.
По данным церковной книги 1871 года в Мотоле было 274 двора и проживало 2249 человек. В 1886 г. в Кобринском повете была 31 волость, среди которых Одрижинская, Осовницкая, Вороцевичская, Дружиловская, Ивановская, Мотольская и Опольская.

### XX век
1905 год — волнения в деревне, был причинён вред собственности помещиков соседних деревень Юргенсона и Колодного. В 1913 году открывается производство черепицы и бетонных колец. Сентябрь 1915 года — часть населения эвакуировалась. Солдаты двух сторон погибшие в боях похоронены возле церкви. Мотоль занят немецкими войсками. В феврале 1919 г. в деревню приходят польские войска, но в июле 1920 г. Красная Армия занимает её и устанавливает советскую власть, формируется Мотольский волостной Совет крестьянских депутатов. Но уже в марте 1921 г. по условиям Рижского договора Мотоль опять оказывается в составе Польши, входит в Дрогичинский повет Полесского воеводства.
18 сентября 1939 г. в Мотоле происходит выступление против польских властей, и 21 сентября в деревню входят части Красной Армии. Устанавливается советская власть, формируется поселковый Совет.

26 июня 1941 г. в Мотоль вошла немецкая кавалерия, установлена нацистская власть. Местные жители формируют партизанские отряды. 1 августа того же года в деревне появляются эсэсовцы. Они уничтожают всё еврейское население, всех коммунистов и сжигают часть Мотоля. 20 июня 1943 г. эсэсовцы вновь появляются в деревне с целью вывоза жителей на работы в Германию, но сильные партизанские отряды вновь очищают район. С 28 марта по 4 апреля 1944 г. в окрестностях Мотоля происходят бои между немецкими частями и отрядами партизан, которые закончились поражением партизан. 6 апреля деревню занимают нацисты, они уничтожают почти всё оставшееся население и сжигают Мотоль. 16 июля 1944 г. деревня освобождена 55-й гвардейской стрелковой дивизией Героя Советского Союза генерал-майора Турчинского. Сформирован Мотольский поселковый Совет, 7 августа 1949 г. в деревне был создан колхоз. В августе 1950 г. на базе колхоза и рыболовецкой артели имени 17 Сентября создаётся колхоз «40 лет Октября».

Мотоль на старых фотоснимках
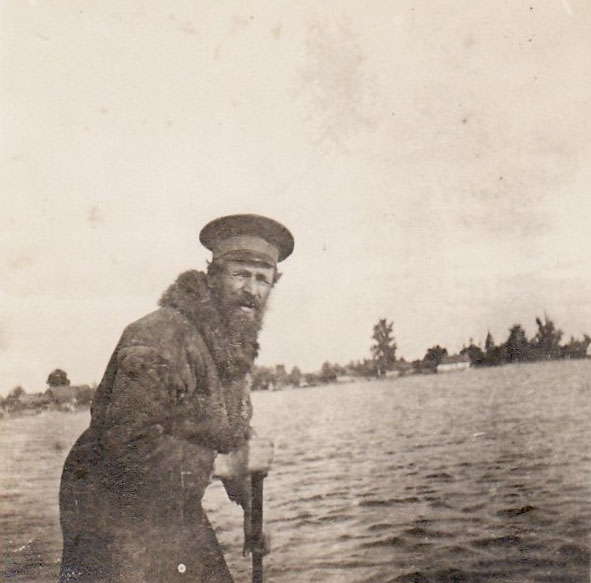
Мотоль, река Ясельда, 1916 г.
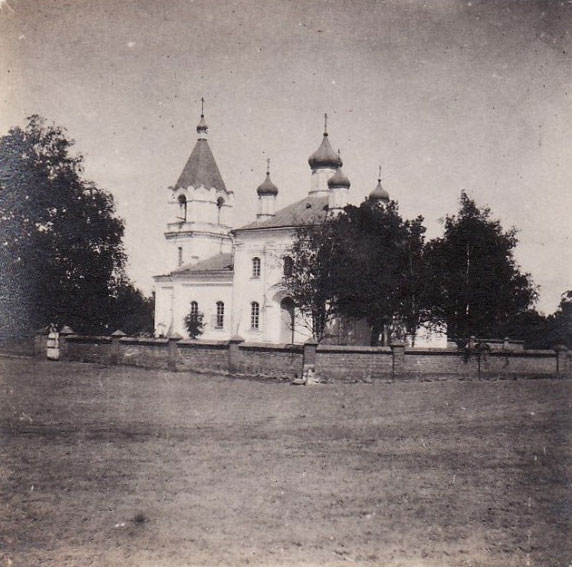
Церковь, 1916 г.
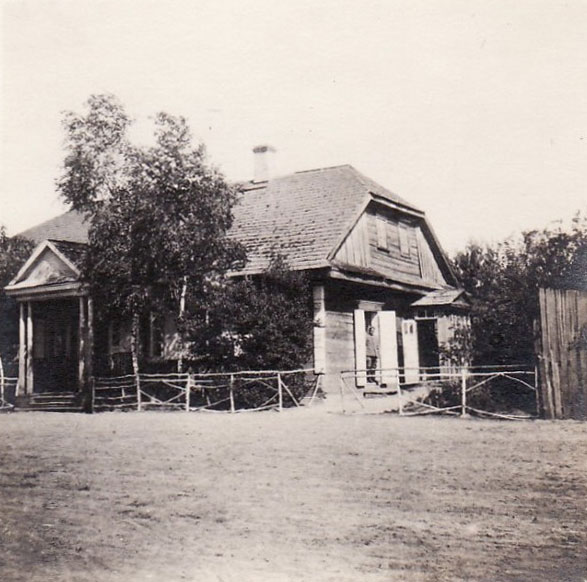
Усадьба, 1916 г.
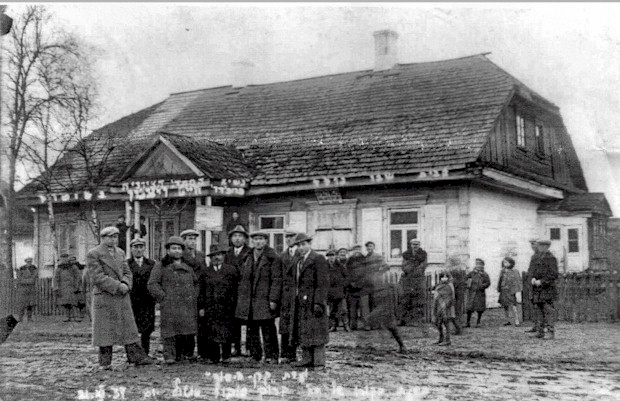
1937 г.

## География

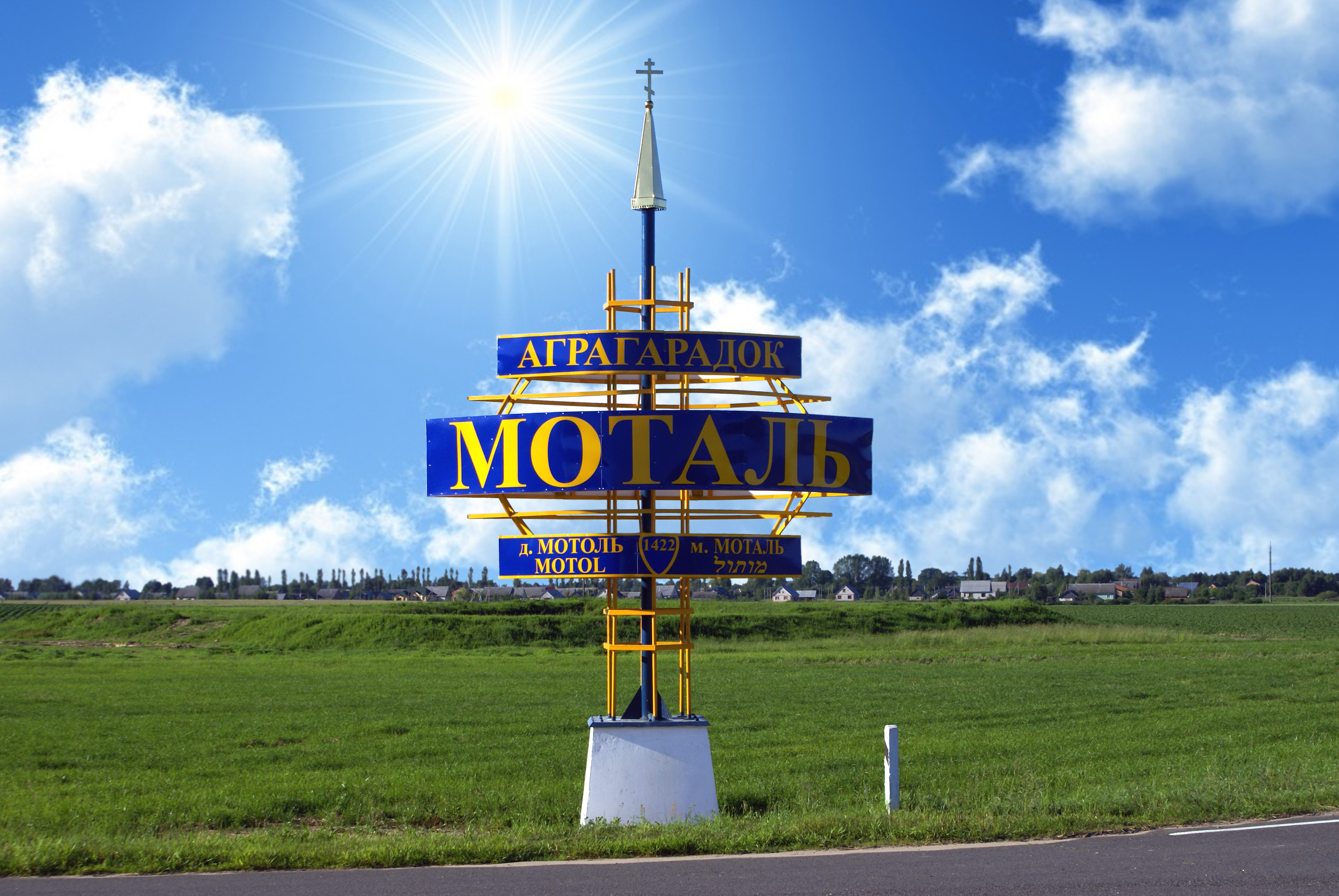
Въездной знак

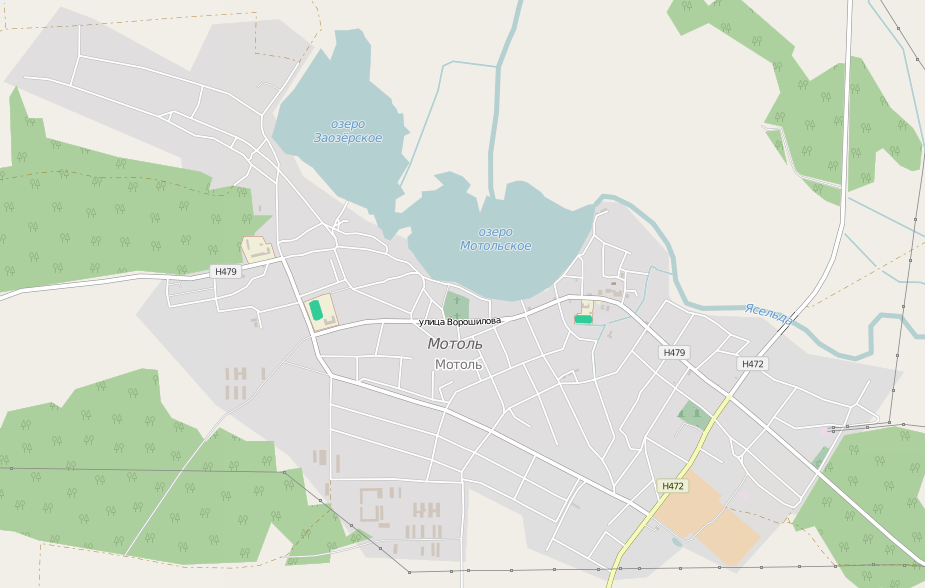
Мотоль на карте OpenStreetMap

### Расположение
Мотоль расположен в центре Полесья, в северной части равнины Загородье. Рельеф территории, на которой лежит Мотоль, ровный, слабо понижающийся к пойме Ясельды. Высшая точка находится на юге деревни — Жадова гора. По северной окраине Мотоля протекает река Ясельда, которая протекает через Мотольское озеро, которое в свою очередь соединено с Заозерским озером.
Ландшафты вокруг агрогородка в основном антропогенные — сельскохозяйственные угодья. Довольно много лесных насаждений, в основном сосновые леса. Встречаются небольшие пруды, крупнейший из них — Видменец. Через Мотоль протекают два ручья — Струга и Пилина.

### Административное деление
Административно Мотоль разделён на 10 участков. Также остается актуальным среди старших поколений жителей исторически сложившиеся деление на районы — Місто, Лука, Коржыўка, Турубэль, Муроўятныца, Выгон, Потышчэ, Калыльска — образованные от названий улиц, а также Зазір’е, Дыдовычы и Панцы, которые ранее являлись отдельными деревнями Заозерье, Дедовичи и Панцевичи. В 1954 году они были включены в состав Мотоля и в связи с этим в том же году Мотоль был лишен статуса городского поселка.

## Население

### Численность
- XVIII век: 1798 — 617 чел.
- XIX век: 2294 чел.
- XX век: 1921 — 4390 чел.[7]; 1940 — 4275 чел. (по другим источникам — 5550 чел.); 1979 — 5264 чел. 1997 — 4441 чел. (по другим источникам — 4684 чал.)
- XXI век: 2005 — 4228 чел.; 2009 — 4079 чел.; 2010 — 3998 чел.; 2014 — 3772 чел.; 2019 — 3674 чел.[1]

### Конфессии
Самой распространенной конфессией на территории Мотоля является православное христианство. Так же встречаются единичные католики. В Мотоле есть молитвенный дом, что свидетельствует о присутствии баптистов. Кроме всех перечисленных конфессий, в агрогородке есть атеисты.

### Этничность
Некоторые коренные мотоляне являются потомками полешуков.
Во времена правления Боны Сфорцы на территорию Мотоля было приглашено много европейских мастеров, что поспособствовало появлению здесь европейских этносов, таких как итальянцы, немцы.
Поляки пришли на территорию Мотоля во время восстаний середины XIX века и ассимилировались и приняли местный уклад жизни и культуру. Вторая значительная волна пришла в то время, когда Брестская область находилась в составе Польшей. Политика полонизации позволяла через польские школы и службу в армии навязывать свою культуру, язык. Для этого были присланы специалисты из средней Польши. В связи с событиями сентября 1939 и Второй мировой войны они были вынуждены выехать.
До Второй мировой войны половину населения составляли евреи. Среди них были и выдающиеся уроженцы, такие как Хаим Вейцман. Во время второй мировой войны евреев расстреляли.

## Экономика
Основное предприятие агрогородка — ОАО «Агро-Мотоль».

## Образование
В агрогородке расположены 2 общеобразовательные белорусскоязычные школы и одна художественная школа.

## Культура

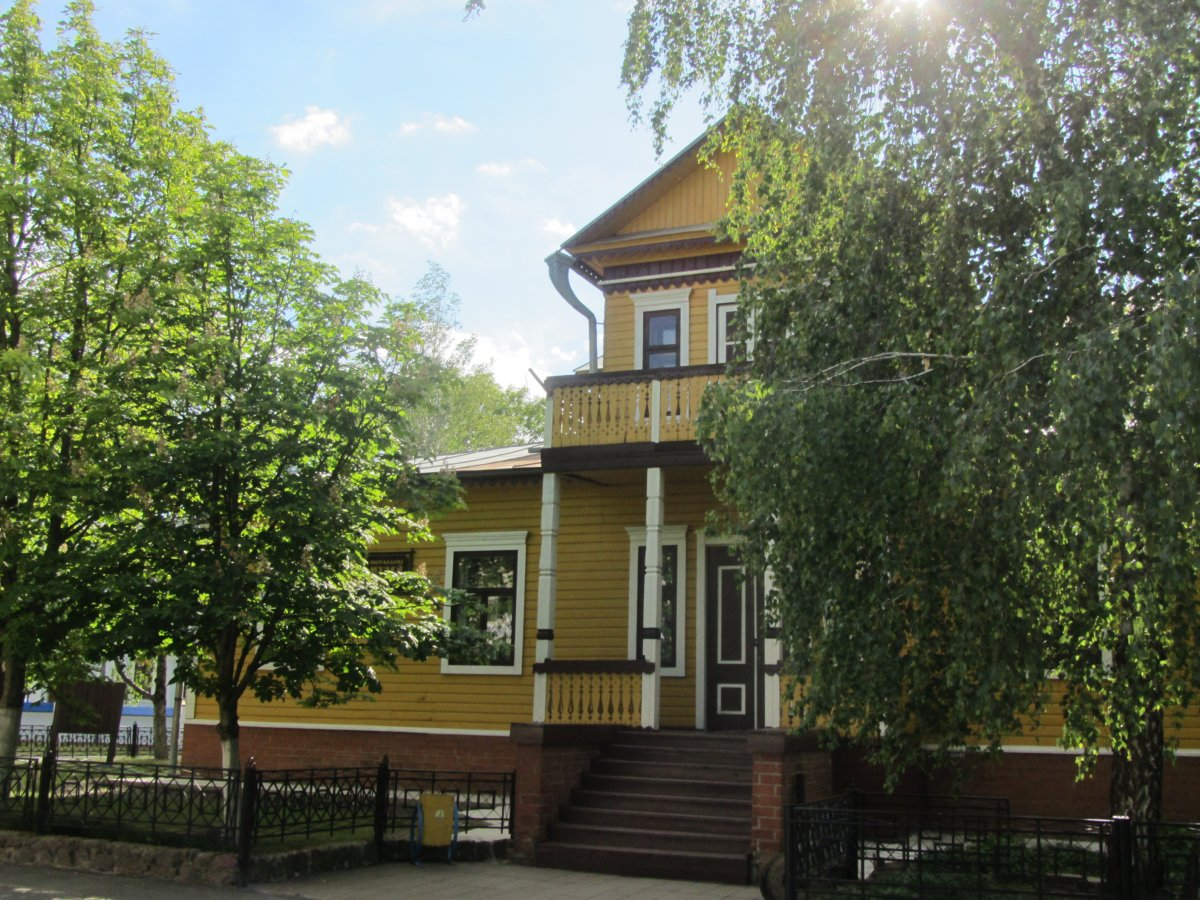
Мотольский музей народного творчества

Учреждения культуры представлены Домом культуры, клубом, кинотеатром (в настоящее время не работает) и одной библиотекой.
Мотольский музей народного творчества открыт в августе 1995 г. Фонд музея насчитывает 27506 экспонатов, оформлено 8 экспозиционных залов: выставочный, истории, ремесел, ткачества, одежды, обрядов, народных традиций. В состав музея входит ветряная мельница, в которой расположен музей хлеба. В 2016 году в музее насчитывалось 18,6 тыс. музейных предметов основного фонда. За год музей посетили 10,5 тыс. человек.
В 2008 г. в здании ветряной мельницы создана экспозиция «Млынарства ў акрузе», где посетители имеют возможность познакомиться с уникальными деревянными механизмами по размолу зерна.
С 2012 года в здании отделения связи функционирует Филиал археологии «Нашы каранi». Автор научной концепции музея — известный белорусский археолог Елена Геннадьевна Калечиц, которая посвятила исследованиям в регионе более 25 лет.
На территории Мотольской СШ № 1 расположен музей, посвящённый Великой Отечественной войне, в ГУО «Мотольская средняя школа» — историко-краеведческий музей.
В Мотоле проводится ежегодный международный фестиваль фольклора «Мотальскія прысмакі».
12 марта в 1917 году в Мотоле в избушке с земляным полом родился Леопольд Чиж. Эмигрировав в США, он сменил имя и фамилию на Леонард Чесс (Leonard CHESS). Видный деятель американской музыкальной индустрии, в качестве соруководителя и сооснователя (со своим младшим братом Филипом) легендарного лейбла звукозаписи Chess Records сыграл центральную роль в рождении в послевоенное время движения чикагского электрического блюза и давший старт карьерам множества разнообразных знаменитых блюзовых музыкантов — от Мадди Уотерса до Хаулин Вулфа и от Хаулин Вулфа до Литл Уолтера.
В 1991 году Леонард Чесс был посмертно принят в Зал славы рок-н-ролла (в категории «Неисполнители»), а в 1995 (одновременно со своим братом Филом, тоже как «неисполнитель») — в Зал славы блюза.

### Нематериальное наследие
- Мотольский рушник — традиционные тканые полотенца. Известен с конца XVIII века.

## Архитектура и достопримечательности
- Спасо-Преображенская церковь 1888 г.
- Борисоглебская часовня 1986 г.
- Дом первого президента Израиля Х. Вейцмана (дерев.)
- Еврейское кладбище, восстановленное в 2004 г.
- Археологические памятники бронзового и каменного века.

### Памятник, скульптура
- Памятник В. И. Ленину
- Памятник жителям деревни, погибшим во время Великой Отечественной войны
- Памятник неизвестному солдату (на кладбище).
- Камень-памятник погибшим воинам Первой мировой войны (на территории церкви, юго-восточная часть).

Утраченное
- Синагога
- Греко-католическая церковь (XVIII в.)

## Галерея

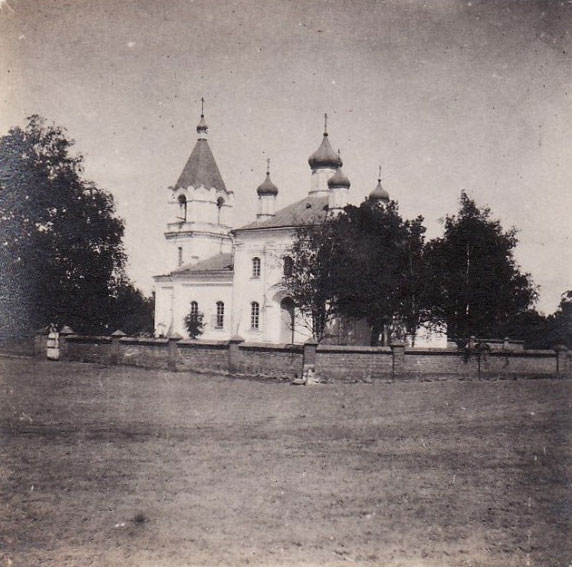
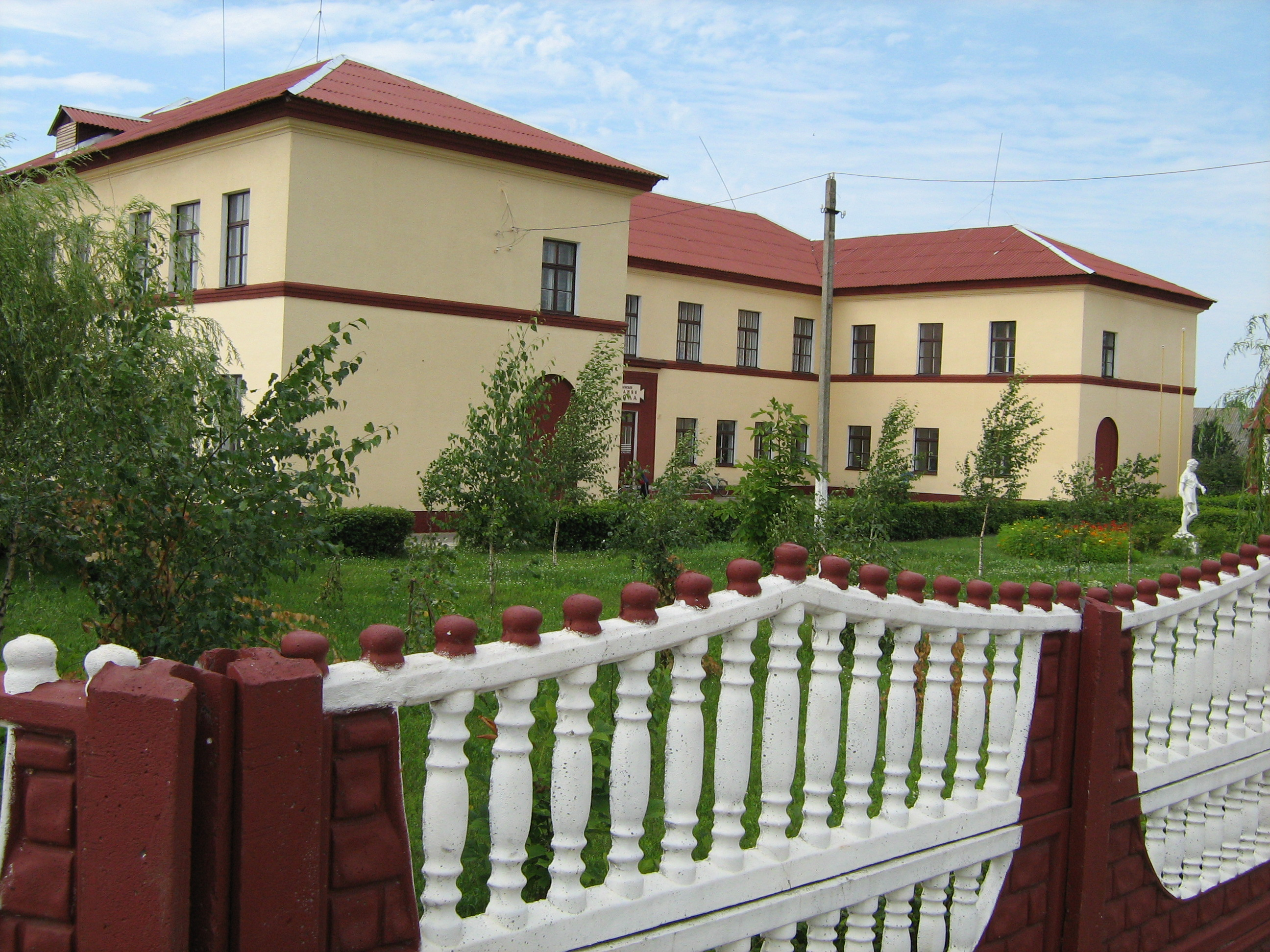
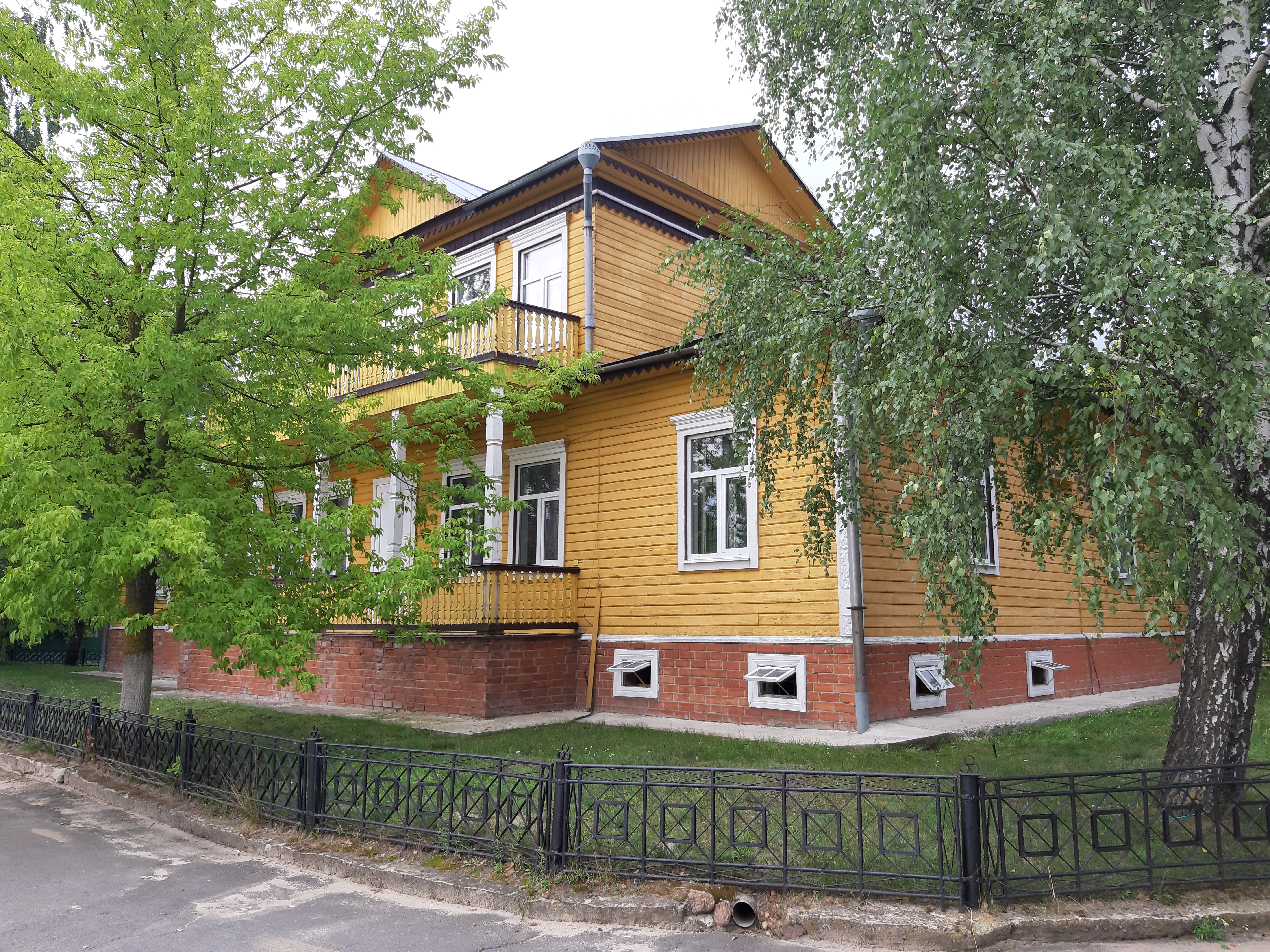
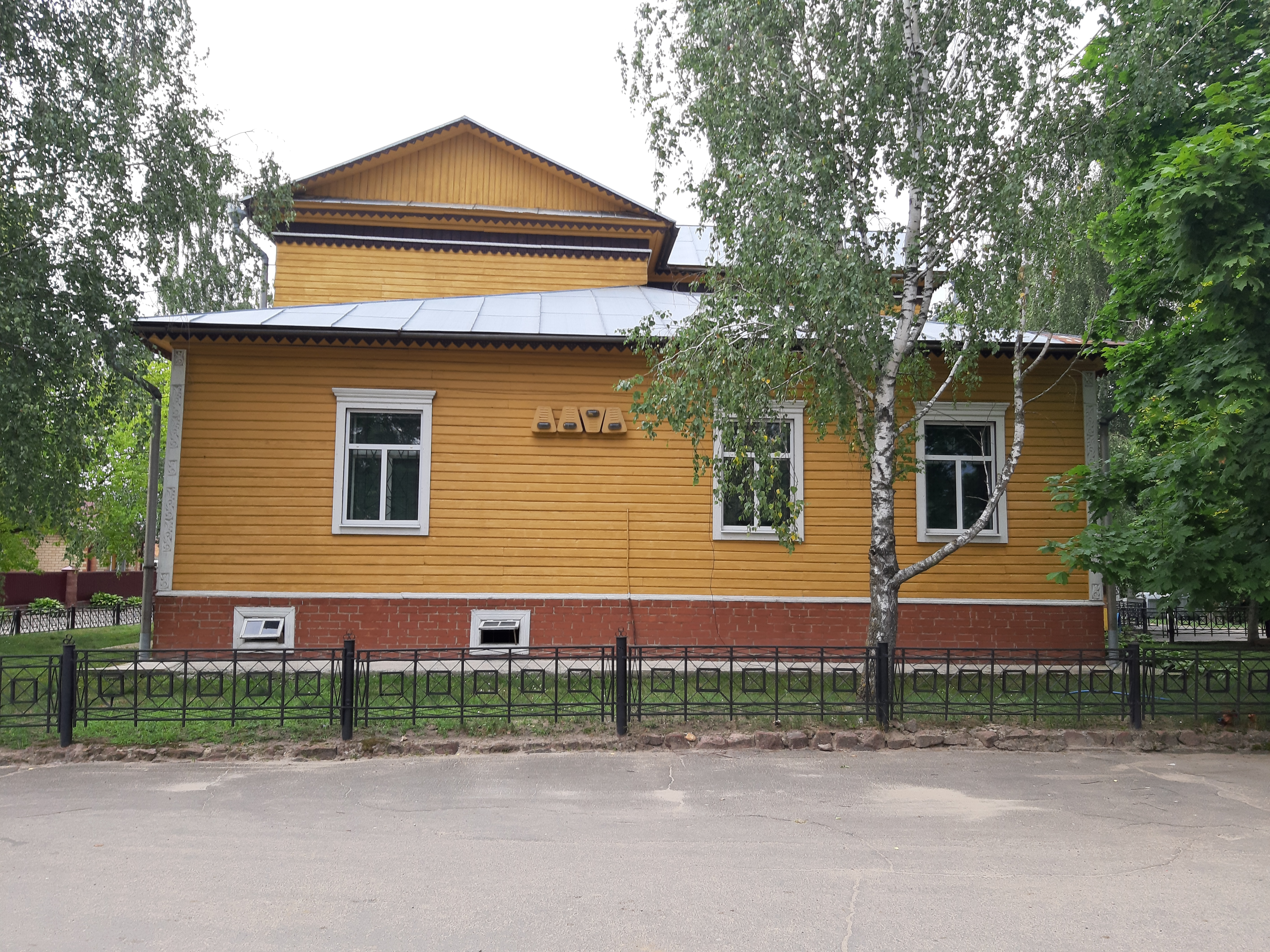
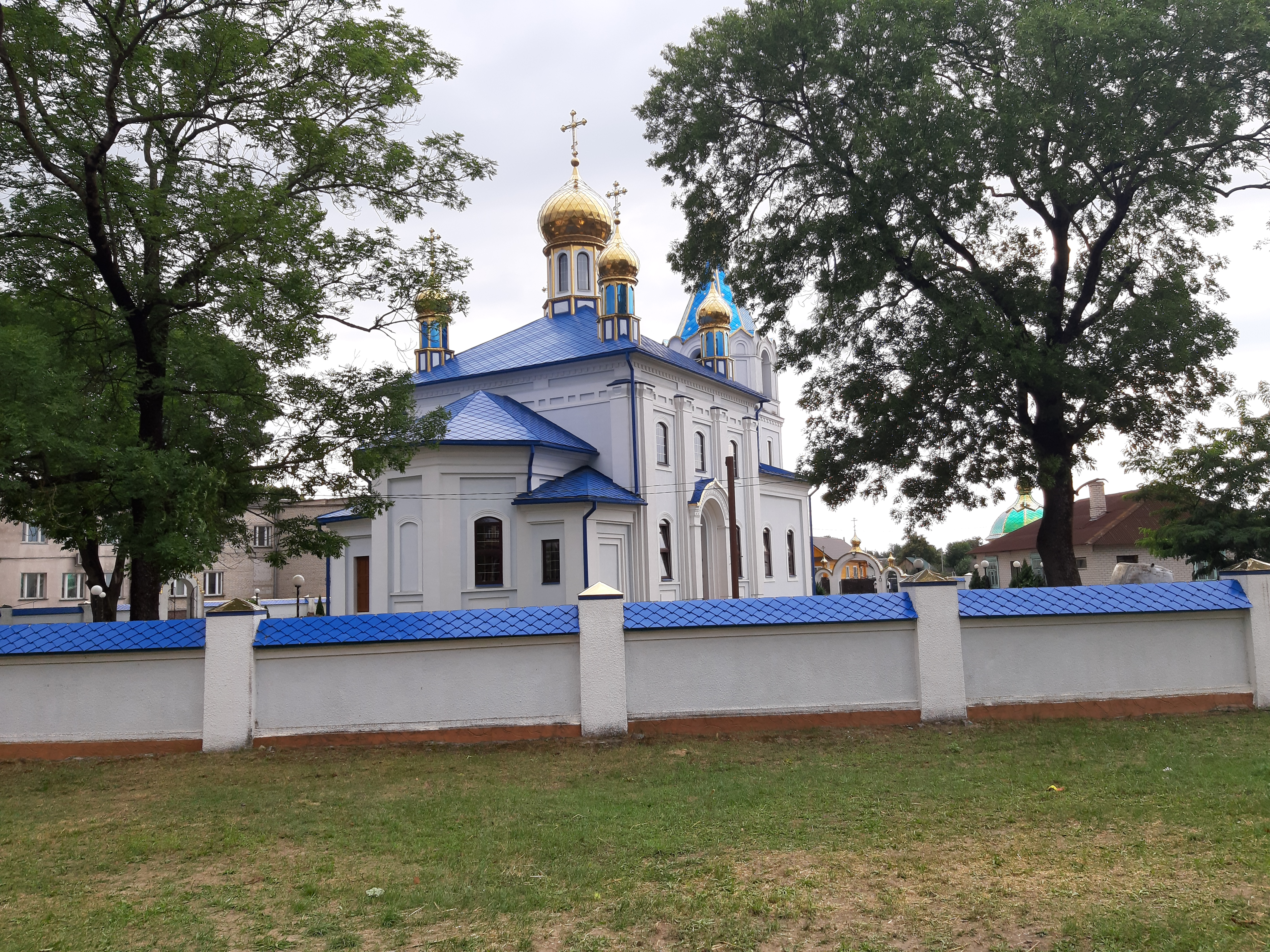
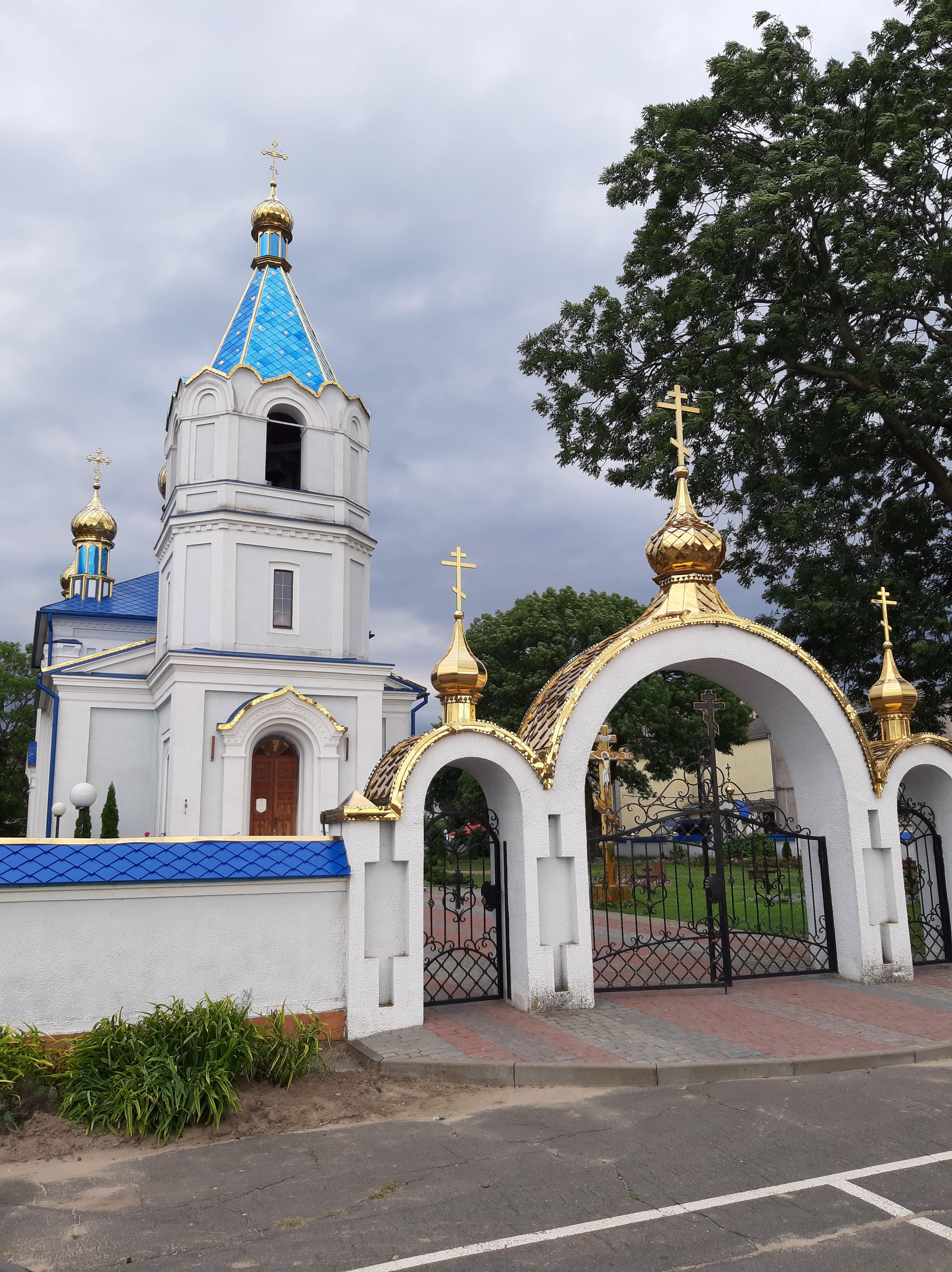
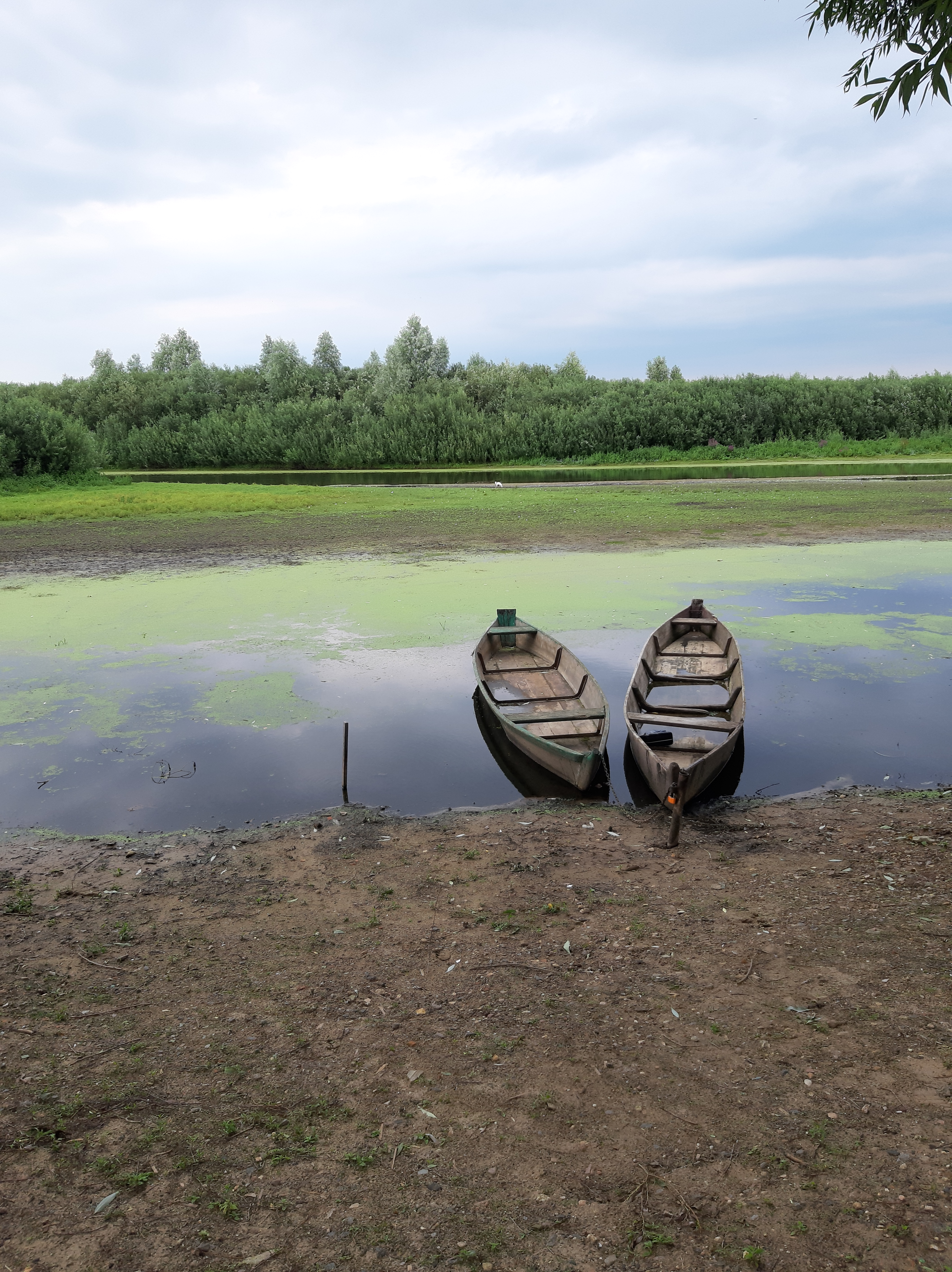
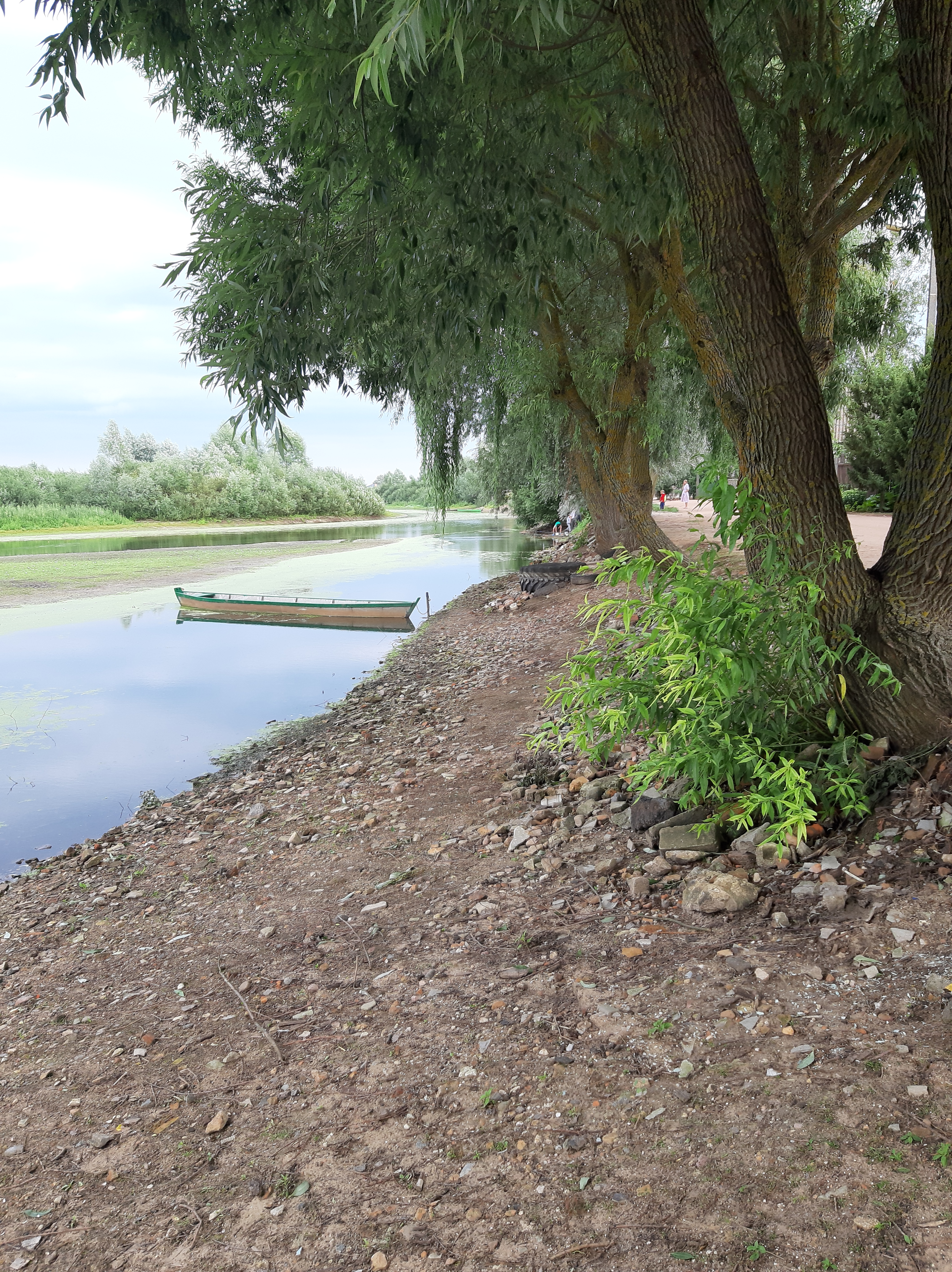
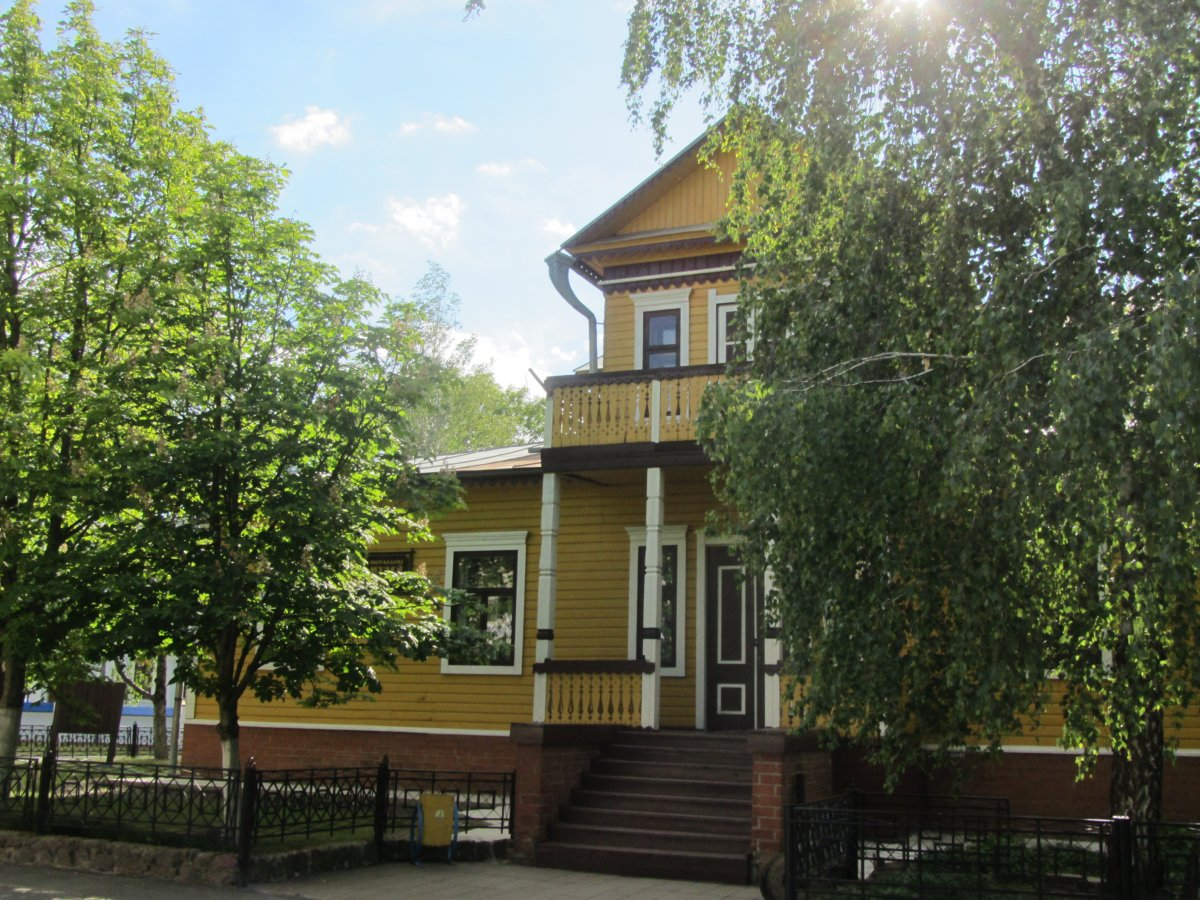
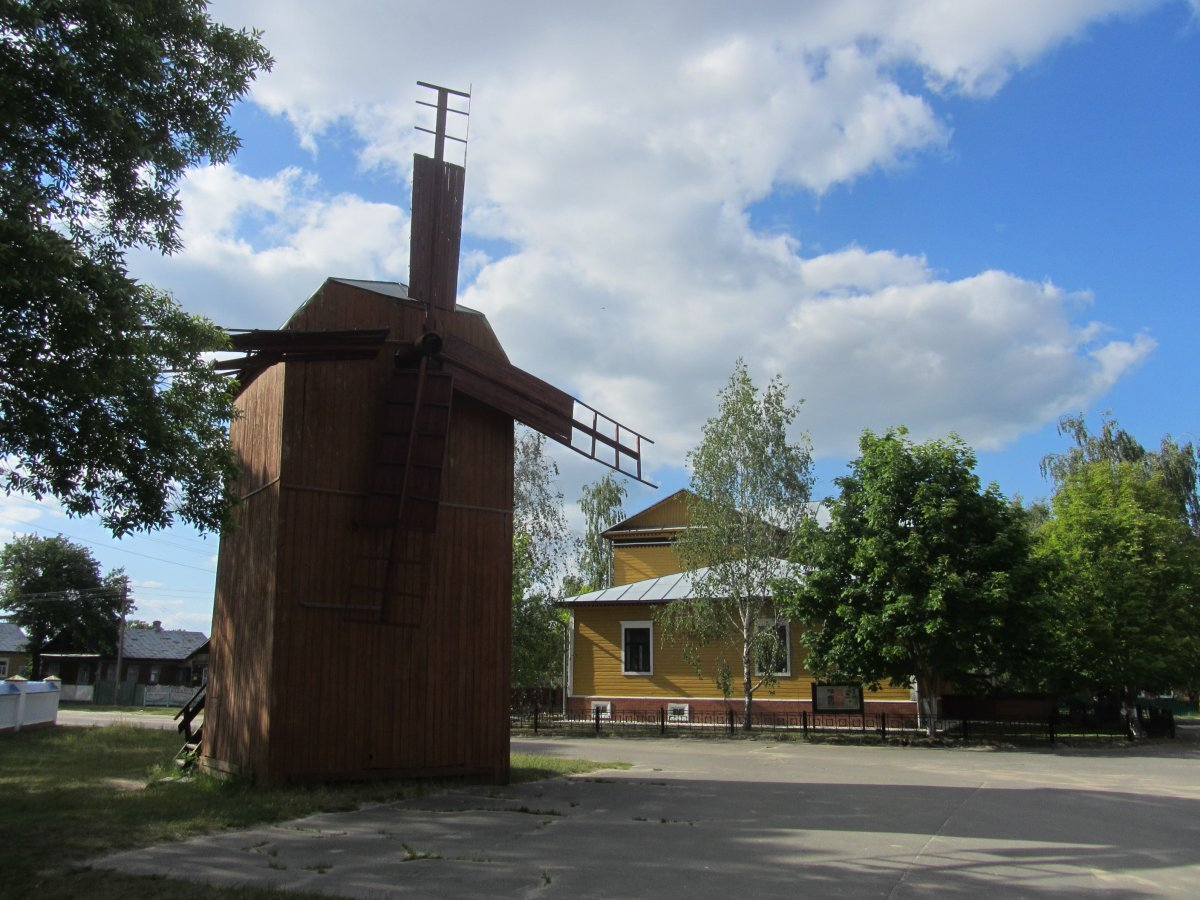
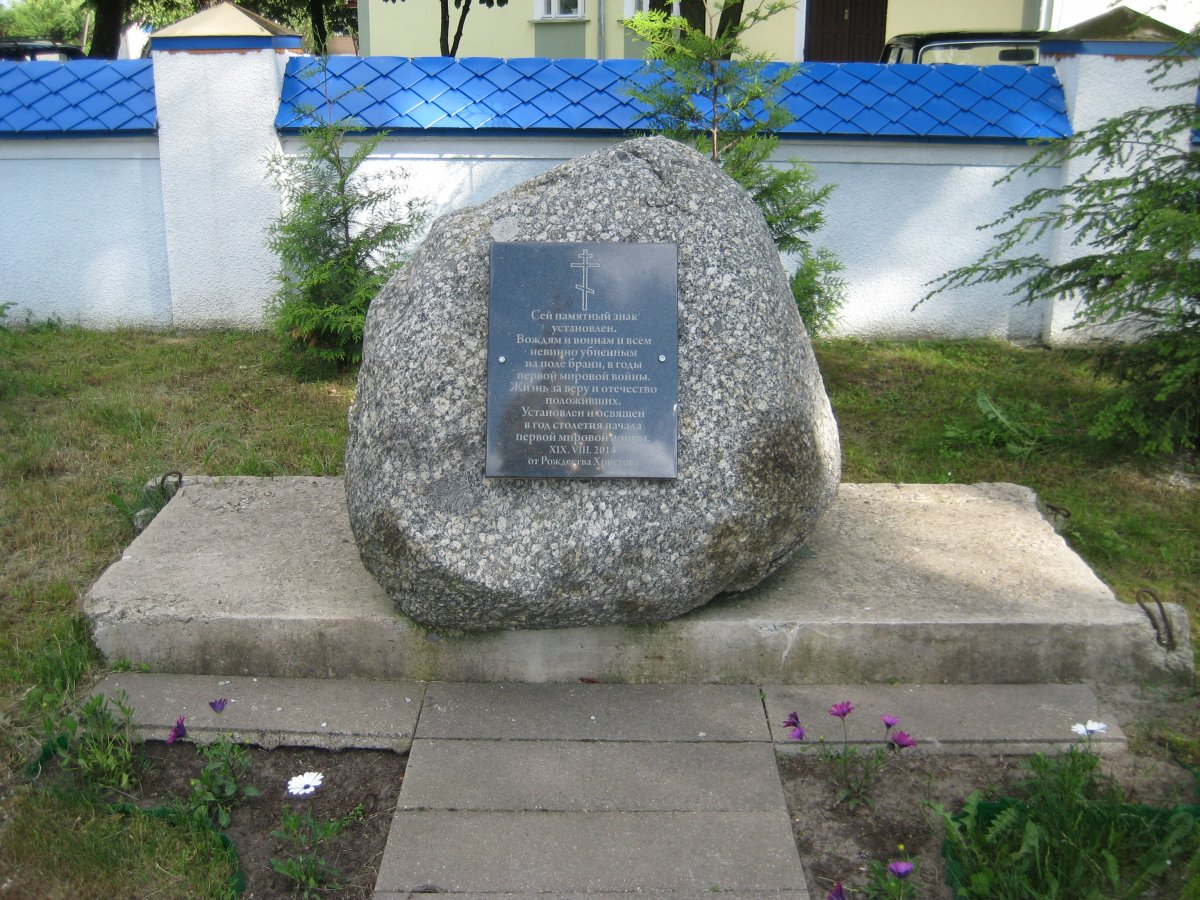
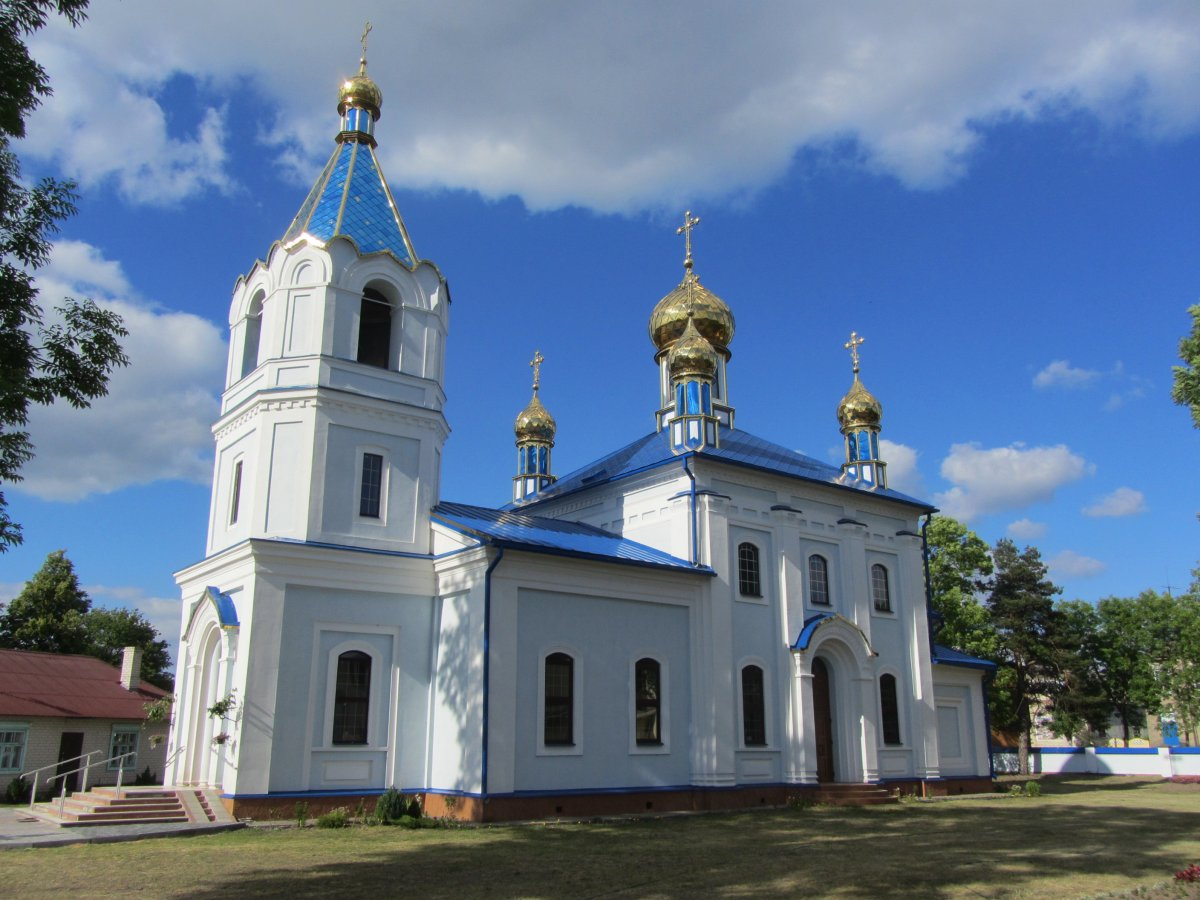
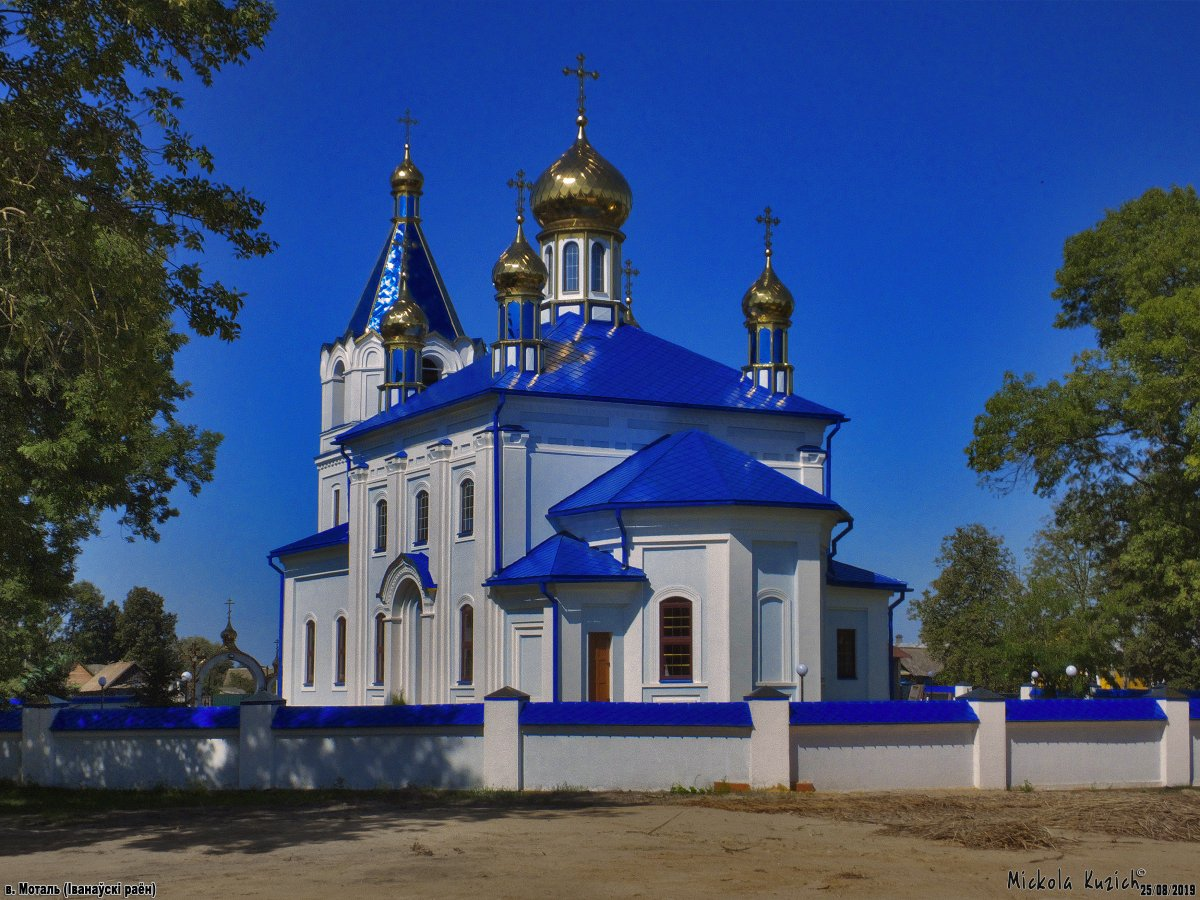
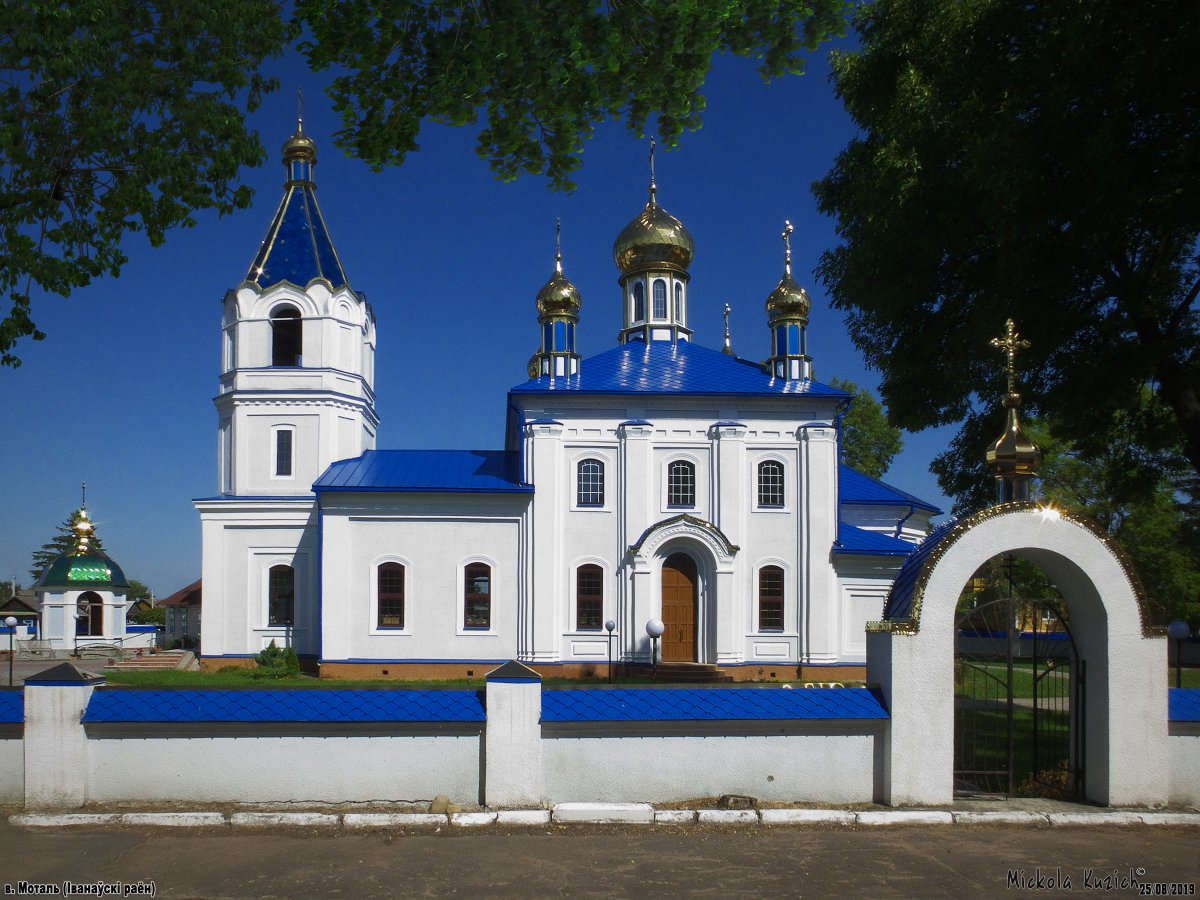
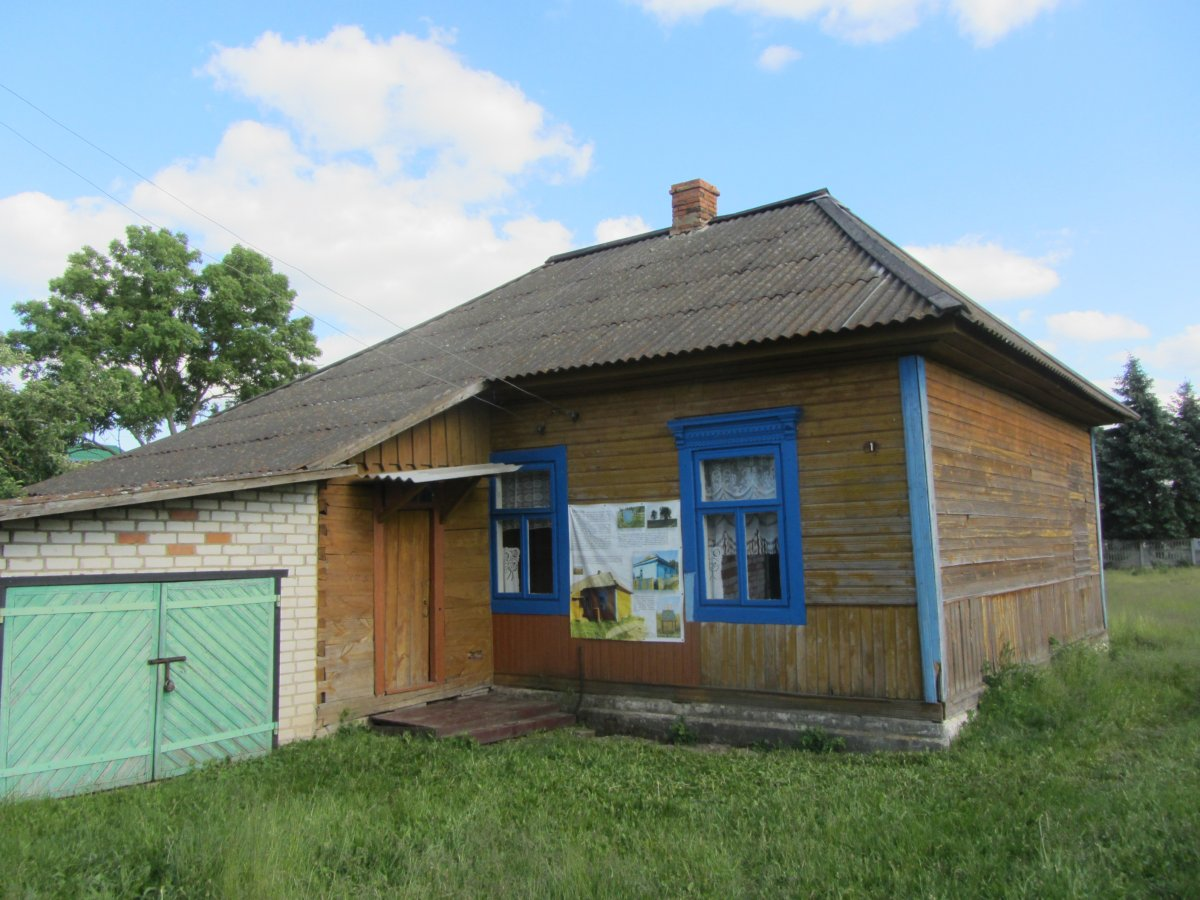
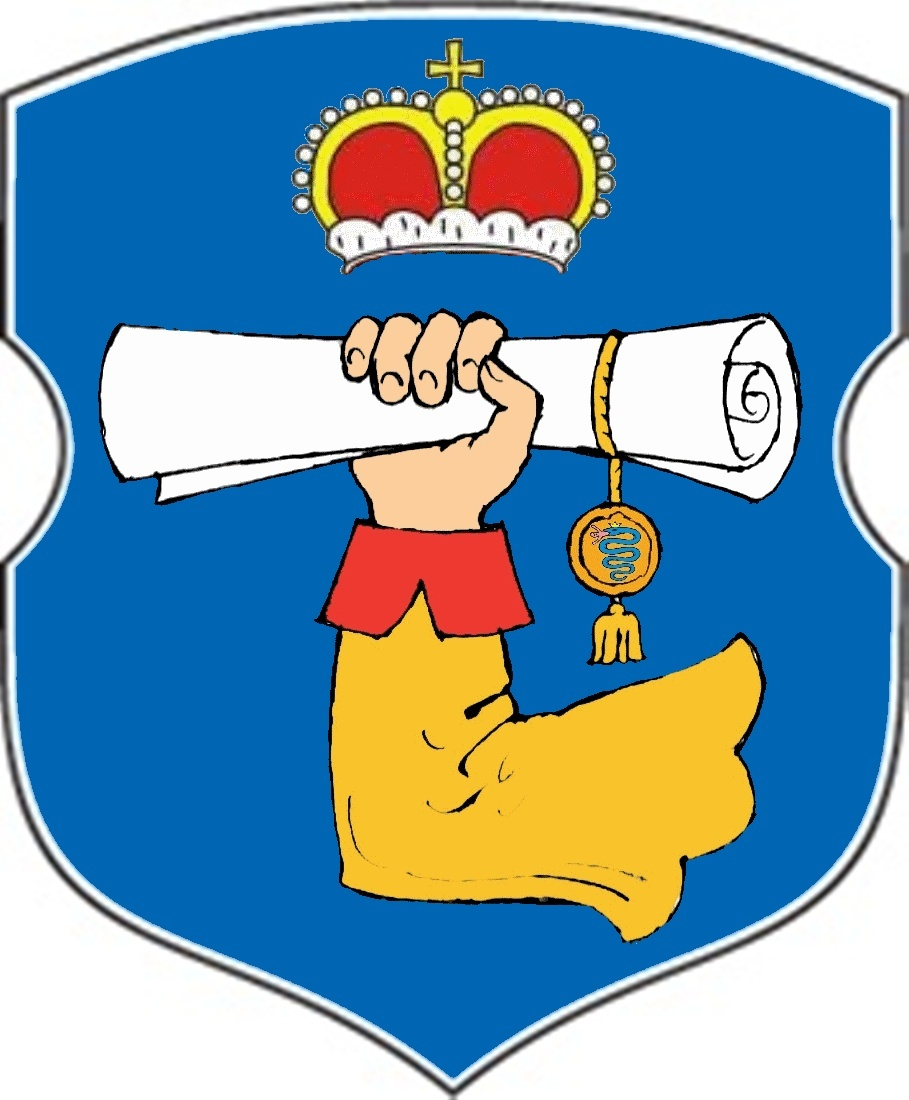